# Ицкани (Бакау)
Ицкани (рум. Ițcani) насеље је у Румунији у округу Бакау у општини Плопана. Oпштина се налази на надморској висини од 243 m.

## Становништво
Према подацима из 2002. године у насељу је живело 302 становника, од којих су сви румунске националности.